# デューラス
デューラス（DEURAS、英語: Detect Unlicensed Radio Stations）とは、不法無線局などを探知するために総務省が日本全国に配置している電波監視システム。財源には電波利用料が用いられている。

## 概要
他の無線局の運用を妨害したり、放送の受信に障害を与えたりする、不法無線局などを探知する施設・設備である。電波の電界強度、到来方向を計測、モニタし電波の適正な利用を図っている。デューラスには用途に応じて以下の種類がある。
- 遠隔方位測定設備(DEURAS-D:DEURAS Direction finder)
- 小型遠隔方位測定設備(DEURAS-R:DEURAS Receiver)
- 不法無線局探索車(DEURAS-M:DEURAS Mobile)
- 短波監視施設(DEURAS-H:DEURAS HF direction finder)

## デューラスの種類と機能

### 遠隔方位測定設備(DEURAS-D)
主に主要都市の鉄塔、ビルの屋上など電波の受信がしやすい場所に設置されている。これらはセンサ局と呼ばれる。このセンサ局と、各地方総合通信局のセンタ局とを高速デジタル回線等を利用して接続している。受信可能周波数は25MHz〜3GHz（一部3.6GHz）。自動監視も可能であり、一部センサ局ではスペクトラムアナライザ機能や送信を行った送信機の特性から送信者の同一性を特定する機能を有しているものも存在する。

### 小型遠隔方位測定設備(DEURAS-R)
鉄塔、ビルの屋上など電波の受信がしやすい場所に設置されている。各地方総合通信局とはISDN回線で接続されていた。不法電波の報告があった場合や、混信の報告があった場合にモニタする。受信可能周波数は25MHz〜2GHz。自動監視も可能である。
DEURAS-Dより受信範囲が狭いことなど、低機能かつ拡張性が低いことや、ISDNを使ってダイアルアップ接続する形となるため制御速度が遅く、通信費用がかさむこと。事業サービスの終了などの理由に、携帯電話網をアクセス回線として使用する仮設型を除きDEURAS-Dに統合され、現存していない。

### 不法無線局探索車(DEURAS-M)
箱形の自動車に、方位測定装置、遠隔制御装置、受信装置や測定装置を搭載したものである。DEURAS-DやDEURAS-Rと連動して動作させることも可能であるとされる。GPSを搭載しており、文字通り移動しての探索が可能である。センタ局とは携帯電話で接続される。受信可能周波数は25MHz〜3.6GHz。

### 短波監視施設(DEURAS-H)
全国の短波帯専用受信センサ局と集中センタ局（関東総合通信局内にある）を専用回線で接続している。センタ局からセンサ局を遠隔操作し、電波の発射地点を探索している。他のシステムと違う点は受信可能周波数である。DEURAS-Hは短波帯専用であり、測定周波数は100kHz〜30MHzまでとなっている。国際電気通信連合による国際的な電波監視にも有効である。仙台無線通信所に同じ機能・性能を有している沿岸監視装置が設置されている。